# Westbroekpark (Den Haag)
Het Westbroekpark is een park en wijk met een oppervlakte van 18 hectare, dat ligt in Den Haag, tussen Madurodam en Scheveningen. Het ligt op de gronden van een oud gehucht, dat Wittebrug heette. Het Westbroekpark is met het Belgische Park (de stadswijk tussen de Badhuisweg en de duinen ten noorden van Scheveningen) een van de Haagse beschermde stadsgezichten.

## Geschiedenis
In het midden van de 19de eeuw begonnen de steden hard te groeien. De vaak veenachtige grond in Holland moest eerst met zand verhoogd worden voordat er huizen gebouwd konden worden. Het gebied waar nu het Westbroekpark ligt, maakte vóór 1860 deel uit van een kaal duingebied. Tijdens de aanleg van het Duinkanaal werd ook het naastgelegen duin afgegraven. Het zand werd gebruikt voor de aanleg van station Delftsepoort in Rotterdam. Er ontstond een duinweide waarvoor in 1887 al een parkplan werd ontworpen door Pieter Westbroek, in die tijd directeur van Gemeenteplantsoenen, in samenwerking met architect Mutters. Het plan werd echter afgekeurd.
In 1890 werd een plan van tuinarchitect Zocher Jr. goedgekeurd, maar slechts ten dele uitgevoerd, namelijk tussen de Wittebrug en de Van Lennepweg. Tijdens de Eerste Wereldoorlog werd het terrein gebruikt als interneringskamp voor Britse militairen die vanuit België de Nederlandse grens waren overgestoken. Na de oorlog werden er vier voetbalvelden uitgezet, ook omdat er geen geld was om er een mooi grasveld te maken. Het Nederlands Olympisch Comité wilde er een stadion bouwen, maar ook dat plan werd in 1921 geweigerd.
Ondertussen kreeg Westbroek in 1920 weer opdracht voor het maken van een parkinrichting, maar nu zonder bebouwing. Aangezien ook anderen, onder wie Berlage, plannen hadden ingediend, moest de gemeenteraad een keuze maken. Het plan-Westbroek werd op 13 februari 1922 met 31 stemmen voor en 9 tegen door de raad aangenomen. Dit plan voor het "Nieuwe Park" werd in 1925 voltooid.

Westbroek overleed in 1926; ter nagedachtenis aan hem werd het Nieuwe Park in 1926 officieel Westbroekpark genoemd. De brede weg langs het park heet naar de vroegere naam nog altijd Nieuwe Parklaan.
Centraal in het park ligt nog steeds een grote weide. Daar werd in 1932  een Indische tentoonstelling gehouden. Vooral het 'Minangkabause Huis' trok veel aandacht.
In 1933 gaf de gemeente aan de Stichting Haagsche Sport- en Speelterreinen (HSS) toestemming om die weide gedurende de winter als proef te gebruiken als hockeyvelden. Toen het jaar daarop vergunning werd gevraagd om vijf echte velden aan te leggen met clubhuis etc., protesteerde de buurt. Het plan ging niet door.
In de oorlog bouwden de Duitsers twee bunkers in het park, die nog bestaan. Ze maakten deel uit van het Duitse marinecommando, die ook een deel van het Belvédèrepark aan de andere kant van het kanaal ten zuiden van het Westbroekpark besloeg. Ook hebben ze er een voetbalveld aangelegd, waar de gemeente Den Haag aardappelen heeft gepoot. Na de oorlog is het park langzamerhand opgeknapt en werd het Rosarium aangelegd.

## Regeringsjubileum
In 1948 werd er op de voormalige koeweide een grote internationale bloemententoonstelling gehouden ter gelegenheid van het 50-jarig regeringsjubileum van koningin Wilhelmina. Er werden duizenden bomen geplant.

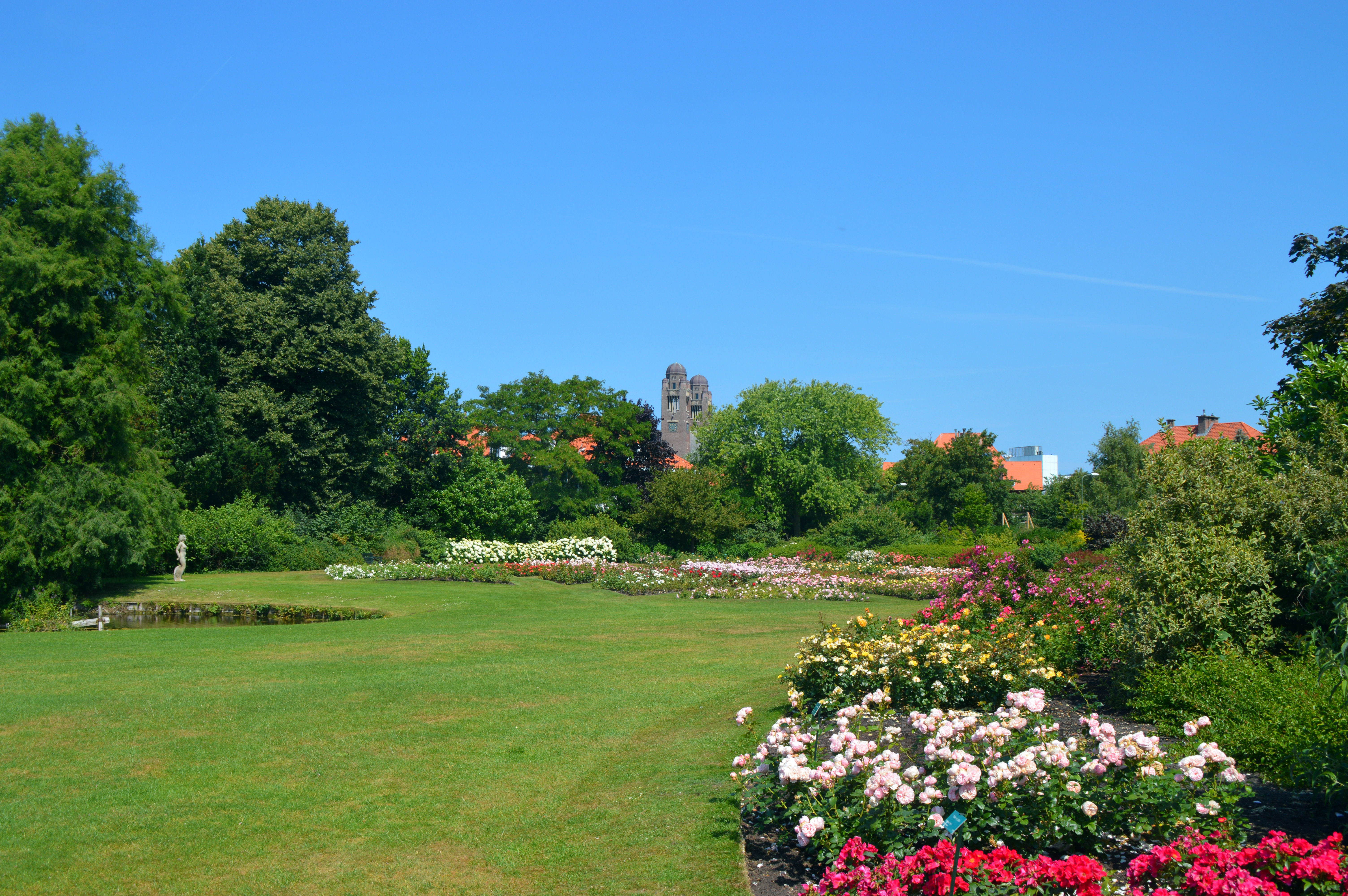
Rozenbedden in het Rosarium van het Westbroekpark. Op de achtergrond de Nieuwe Badkapel

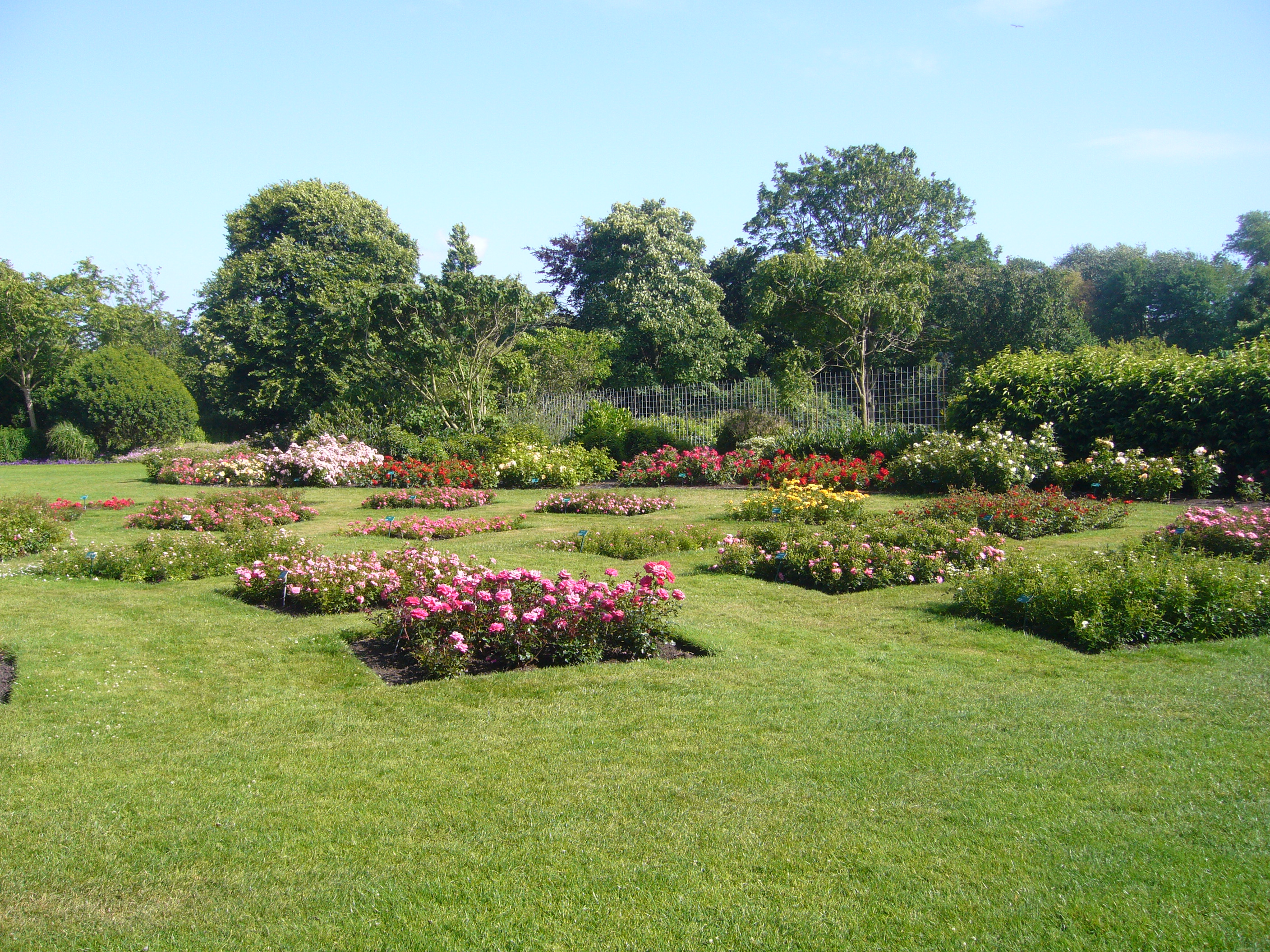
Rozenbedden

## Rosarium
In 1961 werd het Internationaal Rosarium aangelegd. Deze rozentuin heeft ongeveer 300 bedden waarin 's zomers 20.000 rozenstruiken bloeien, waaronder de nieuwste soorten, die door de kwekers uit de hele wereld vrijwillig worden ingestuurd. Door een zorgvuldige bemesting en snoeiwijze hebben deze rozen soms meerdere bloeiperioden per seizoen.
Er worden ieder jaar vijf soorten rozen tentoongesteld: patiorozen, leirozen, park/heesterrozen, grootbloemige en trosrozen. Alle rozen staan er een paar jaar en hun ontwikkeling wordt gevolgd. Op het Internationale Rozenconcours, dat ieder jaar op de tweede donderdag van juli valt, krijgen de rozen hun finale keuring.

## Beeldenpark
In het Westbroekpark staan beelden verspreid, die alle door Nederlandse kunstenaars uit de 20ste eeuw zijn gemaakt. De collectie in het beeldenpark geeft een gevarieerde doorsnee, vooral van de eerste 40 jaren na de Tweede Wereldoorlog weer. Een deel van de kunstenaars komt uit Den Haag. De Gelaarsde Kat is door de Engelse weduwe van Johan Keller aan de gemeente geschonken.
Op 2 oktober 2009 werd het beeld 'Gezins- en kinderverzorgster' in het park geplaatst; het was in 1957 door Dirk Bus gemaakt.
Er is een speciale wandelroute uitgestippeld vanaf de ingang bij het Troelstra-monument, tegen de richting van de klok lopend:
|      | Kunstenaar               | Datum | Naam                           | Materiaal                      |
| ---- | ------------------------ | ----- | ------------------------------ | ------------------------------ |
| 1    | Piet Esser               | 1953  | Troelstramonument              | Beton en brons                 |
| 2    | Carel Kneulman           | 1982  | Lazarus leert opnieuw lopen    | Brons                          |
| 3    | Berry Holslag            | 1979  | Het gesprek                    | Keramiek (ter reparatie)       |
| 4    | John Rädecker            | 1950  | Vrouw                          | Kalksteen                      |
| 5    | Bram Roth                | 1960  | Twee vrouwen met parasol       | Kalksteen                      |
| 6    | Nico Onkenhout           | 1974  | Ariadne                        | Marmer                         |
| 7    | Theo van der Nahmer      | 1962  | Zittende vrouw                 | Kalksteen                      |
| 8    | Everdine Schuurman-Henny | 1957  | Odysseus en de Sirenen         | Brons                          |
| 9    | Johan Keller             | ?     | De Gelaarsde Kat               | Brons                          |
| 10   | Dirk Roosenburg          | 1929  | Westbroekbank                  | Steen, baksteen, beton en hout |
| 11   | Toon Kelder              | 1976  | Object                         | Brons                          |
| 12   | Pearl Perlmuter          | 1954  | Job                            | Brons                          |
| 13   | Bram Roth                | 1962  | Moeder met kind en poppenwagen | Brons                          |
| 14   | Ger Zijlstra             | 1974  | Torsie                         | Brons                          |
| 15   | Arjen Toet               | 1973  | Bank                           | Staal en hout                  |
| 16 A | Jos van Riemsdijk        | 1960  | Krabbende haan                 | Brons                          |
| 16 B | Dirk Bus                 | 1957  | Kinderverzorgster              | Kalksteen                      |
| 17   | Wessel Couzijn           | 1964  | Omarming                       | Brons                          |

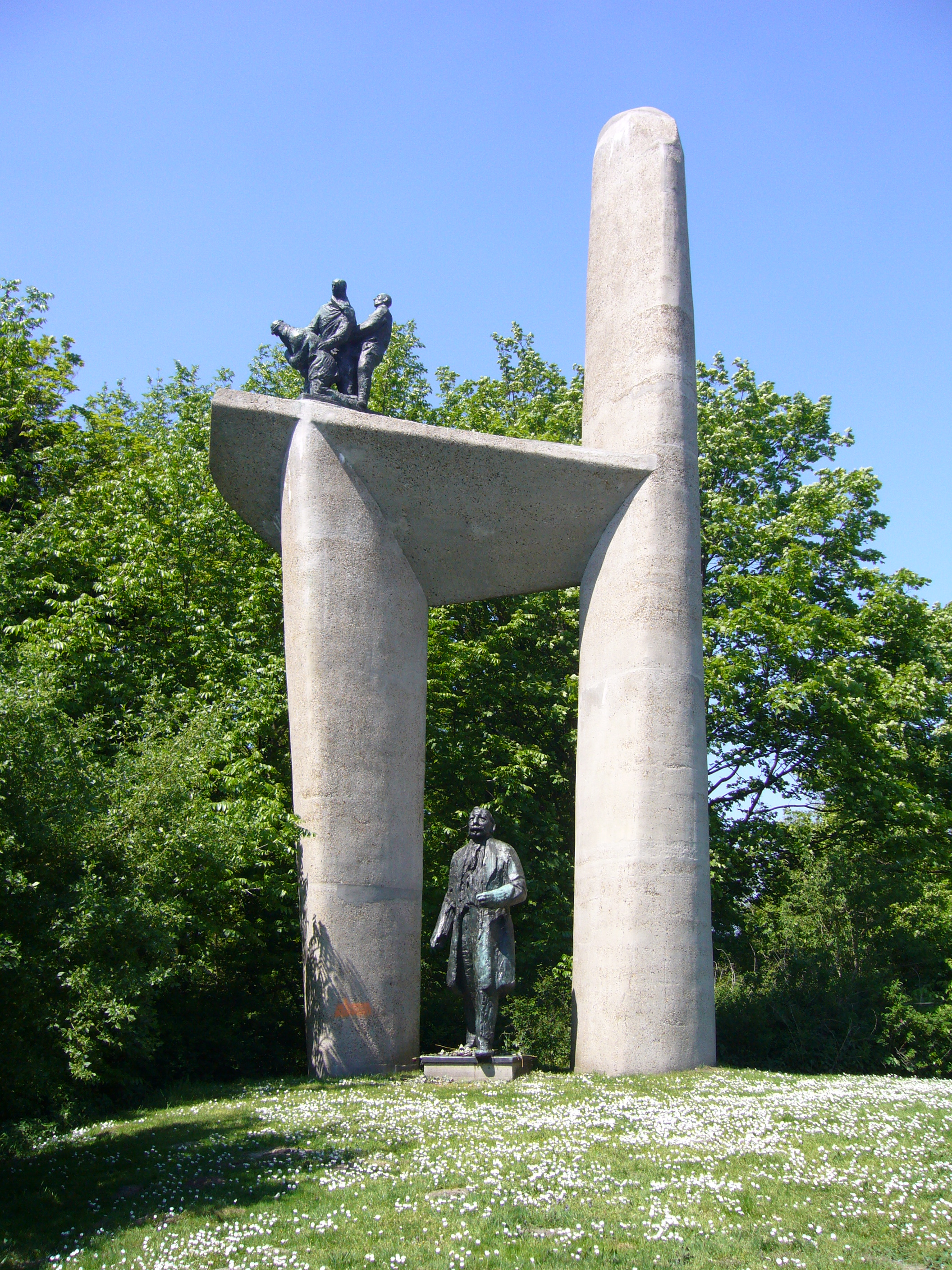
Troelstra monument Piet Esser
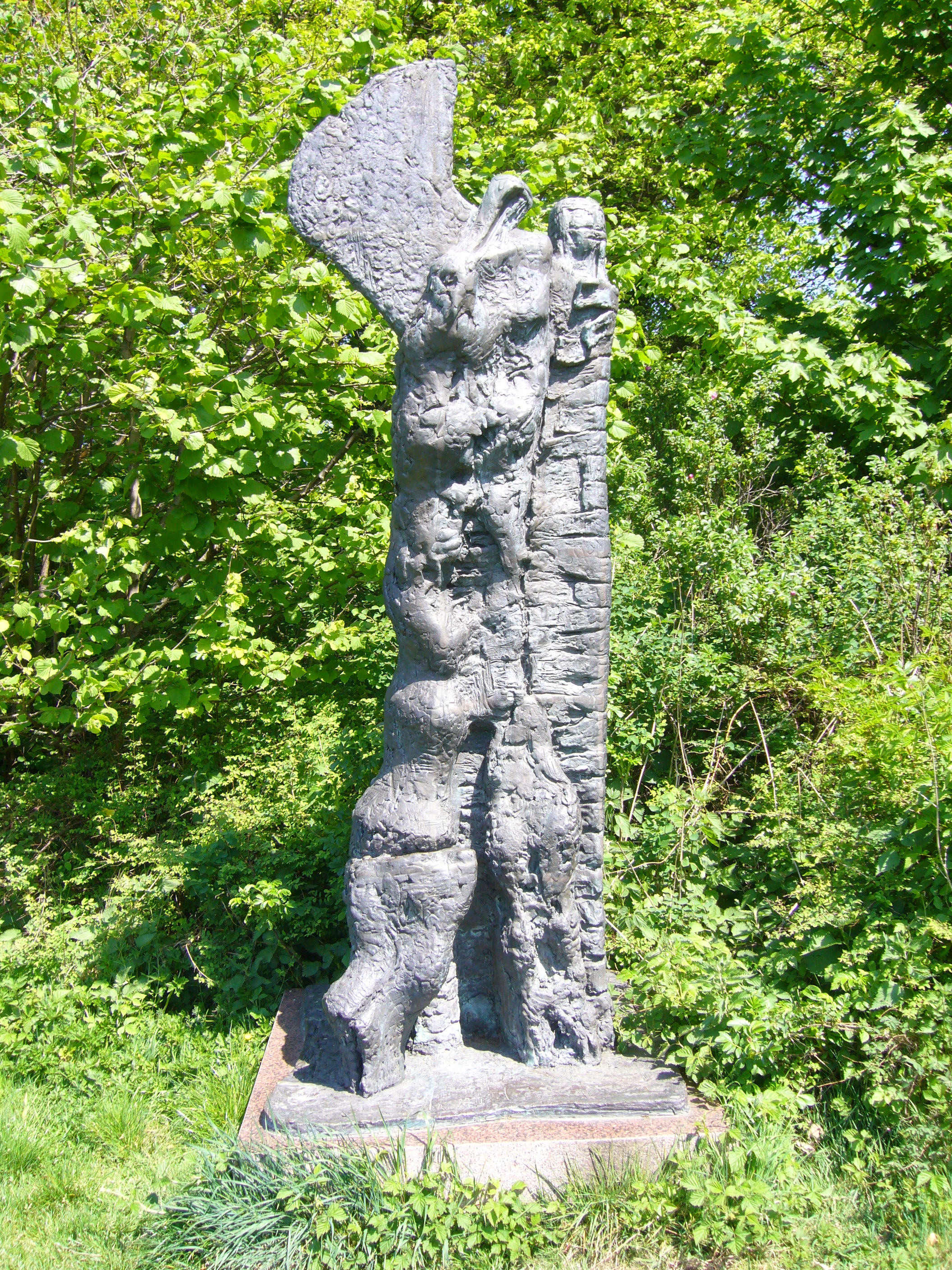
Lazarus leert opnieuw lopen Carel Kneulman
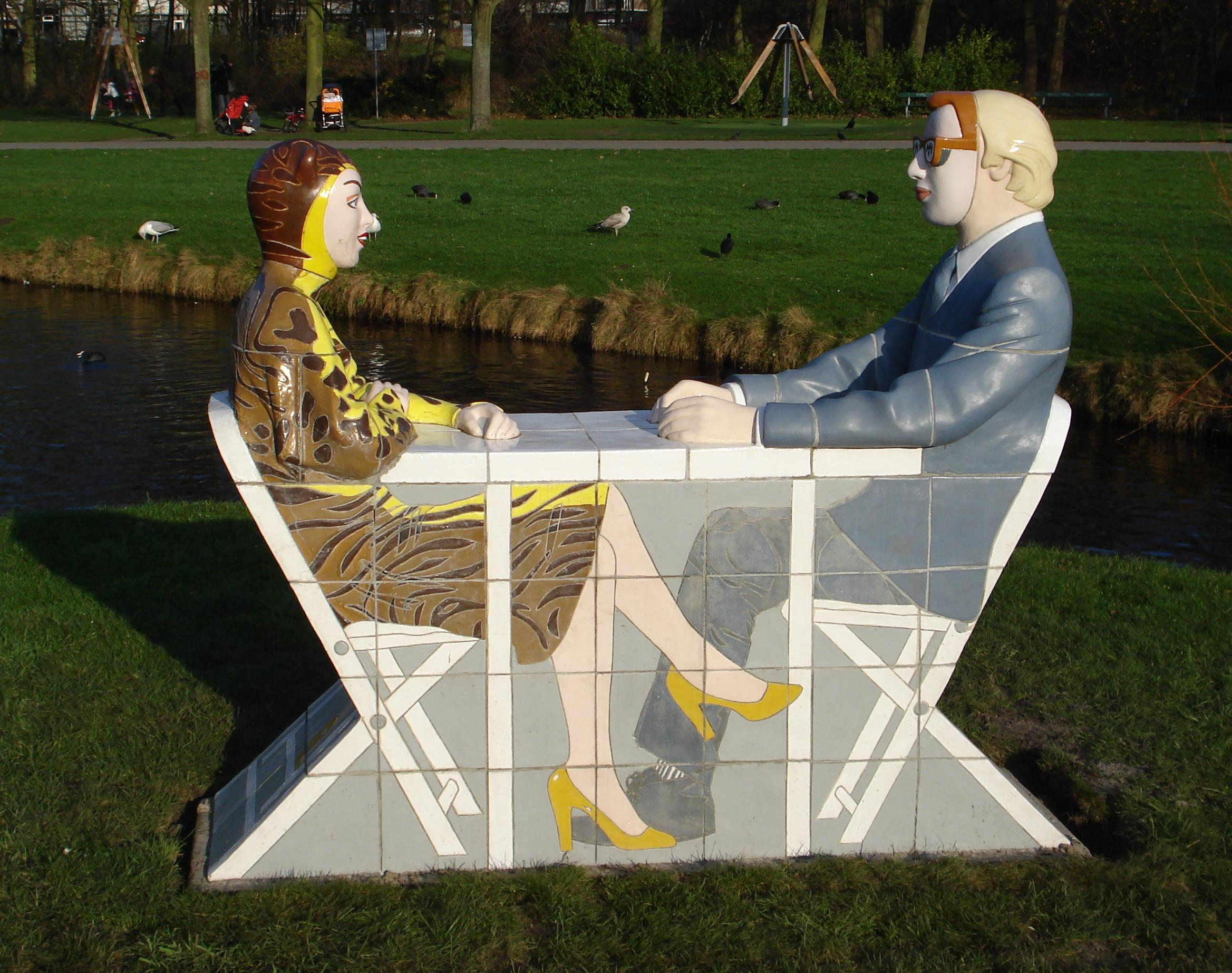
Het Gesprek Berry Holslag
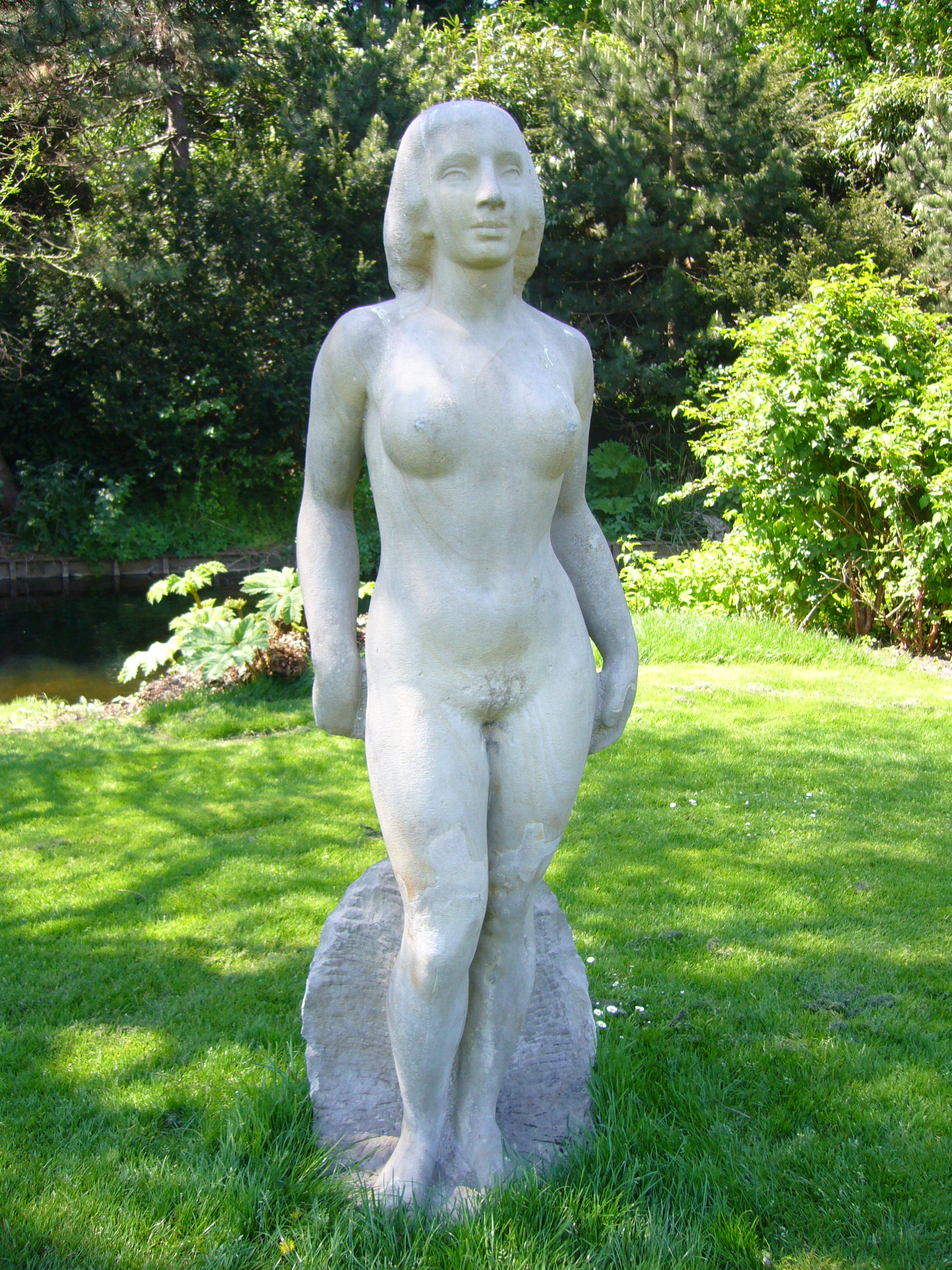
Vrouw John Rädecker
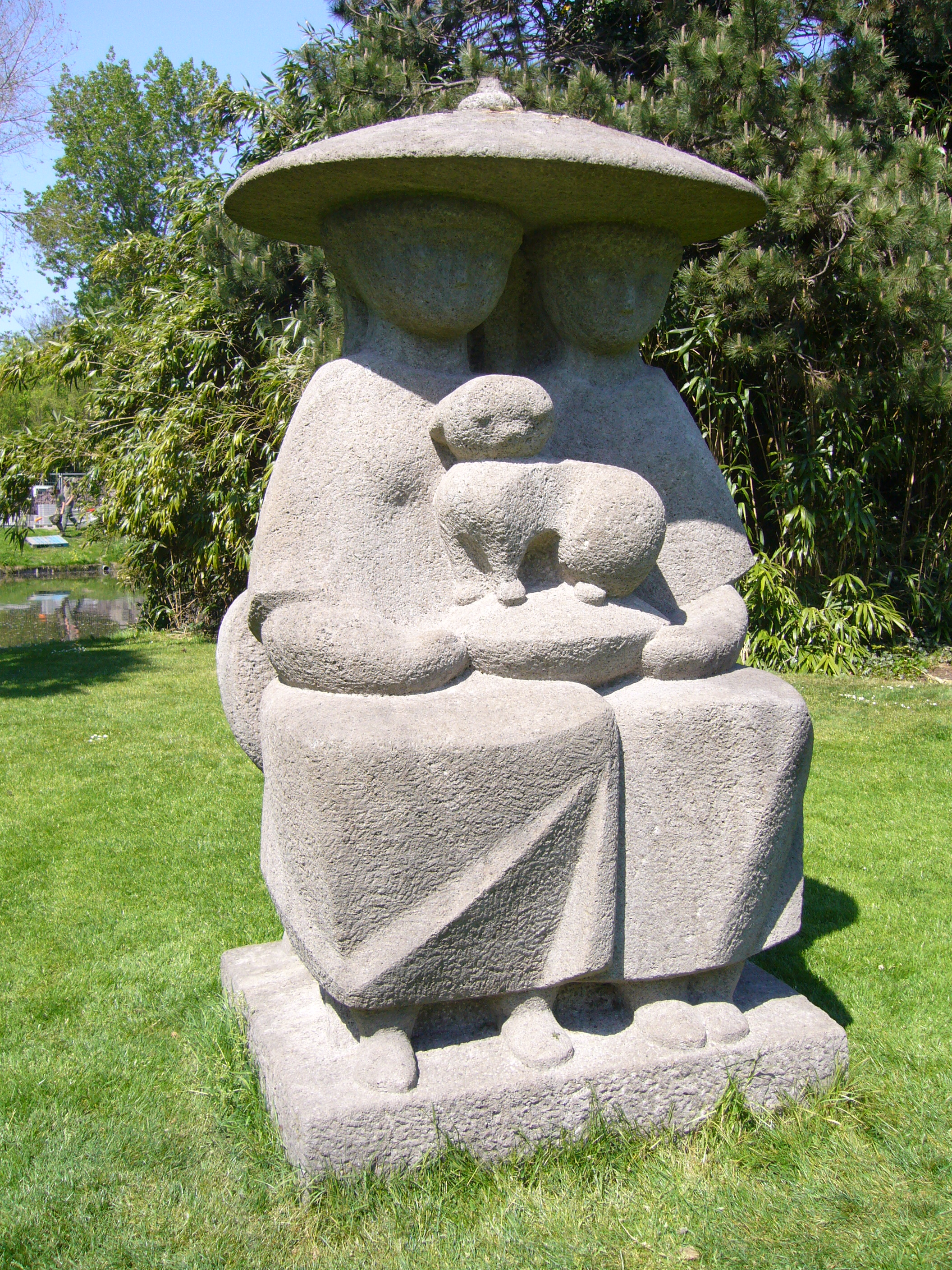
Twee vrouwen met parasol Bram Roth
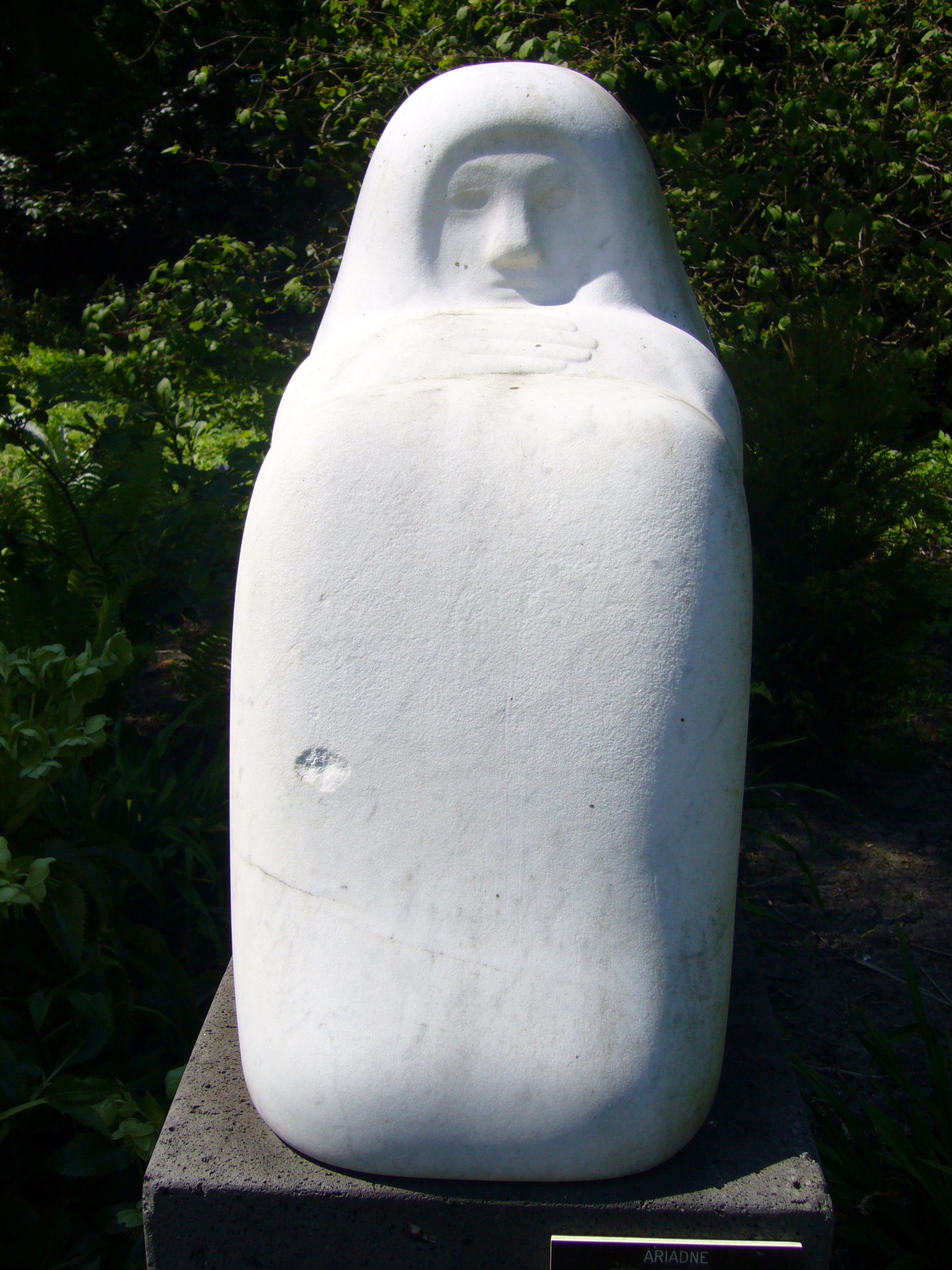
Ariadne Niko Onkenhout
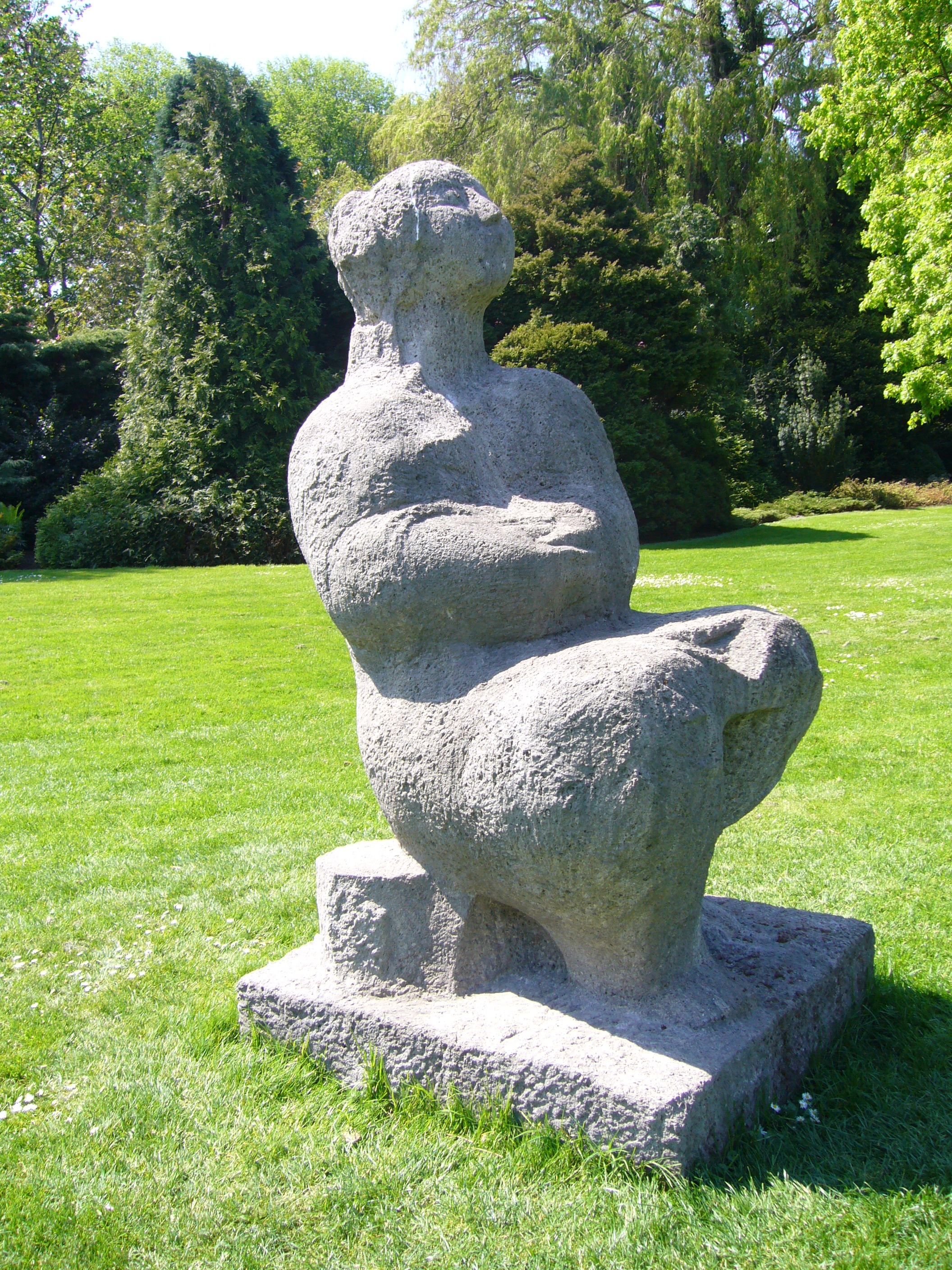
Zittende vrouw Theo van der Nahmer
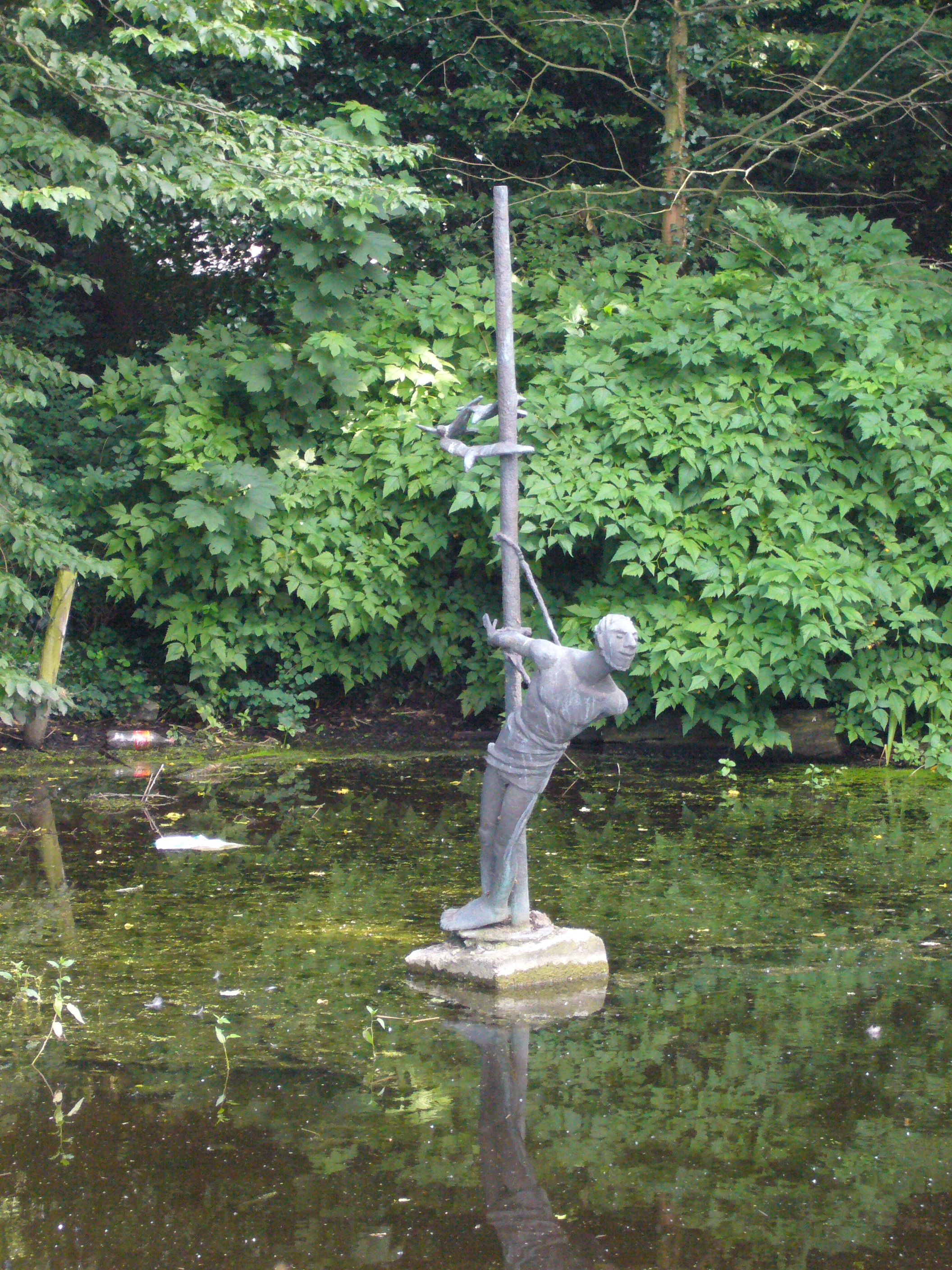
Odysseus Everdine Schuurman-Henny
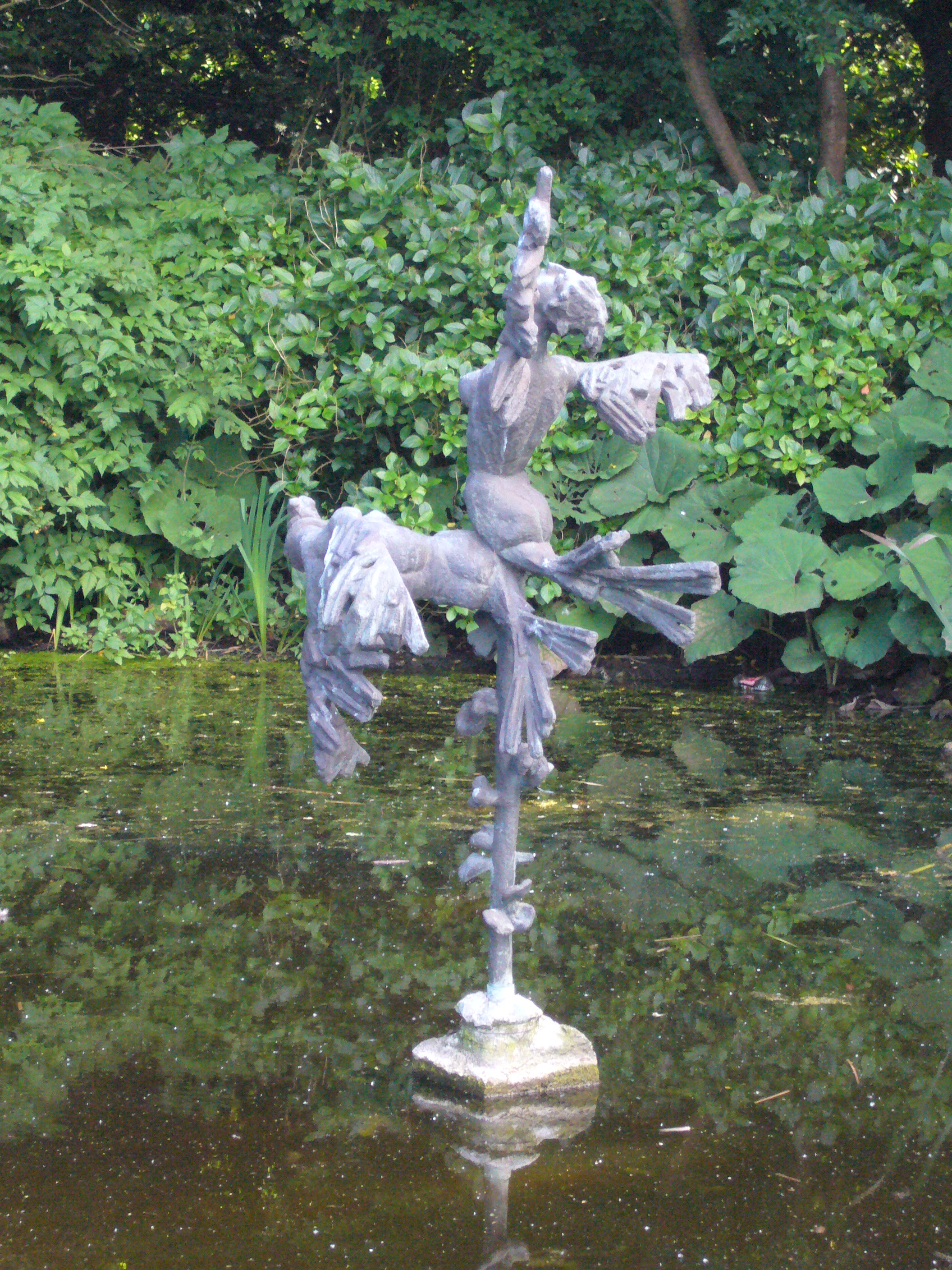
De sirenen Everdine Schuurman-Henny
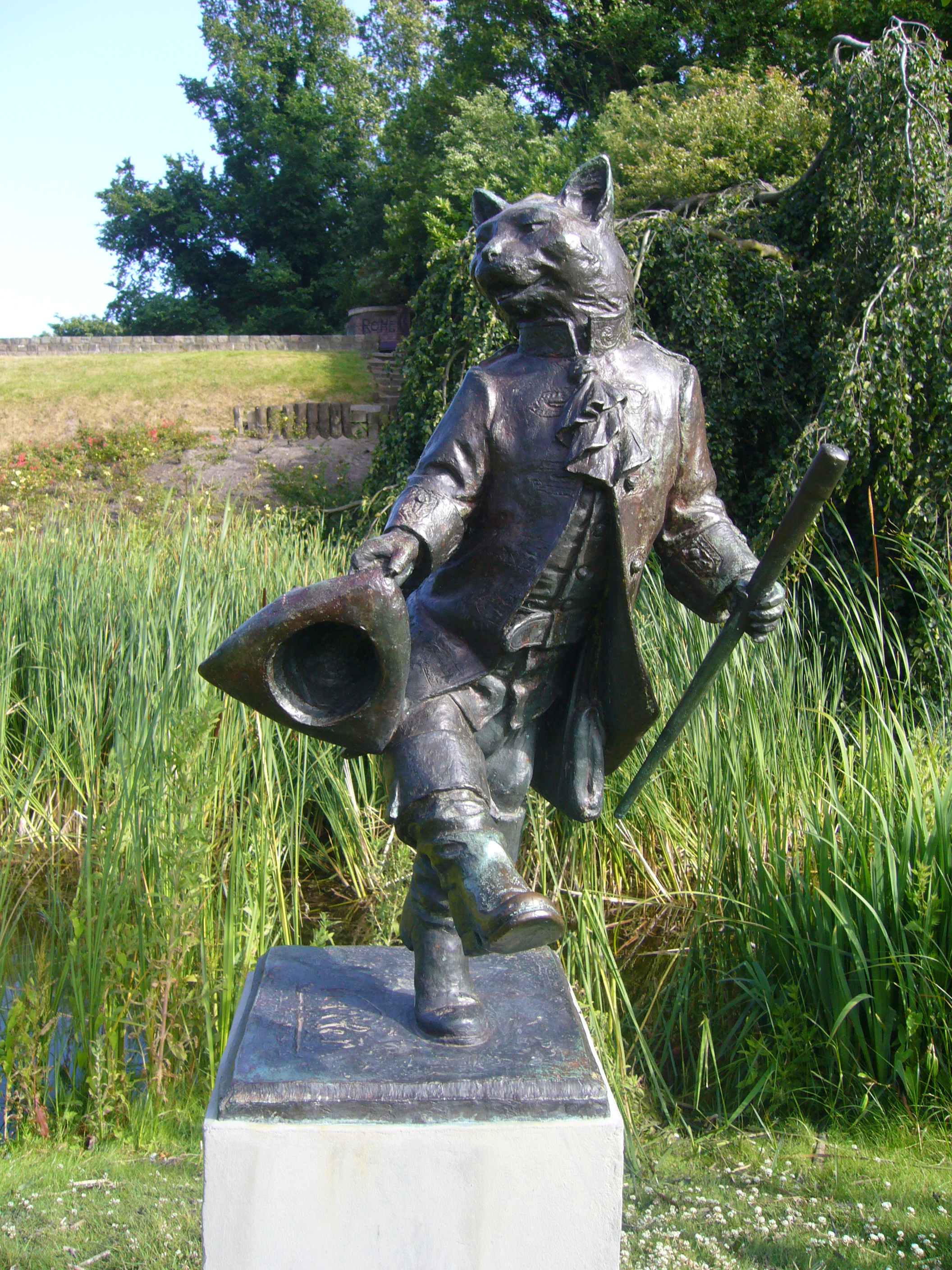
De Gelaarsde Kat Johan Keller
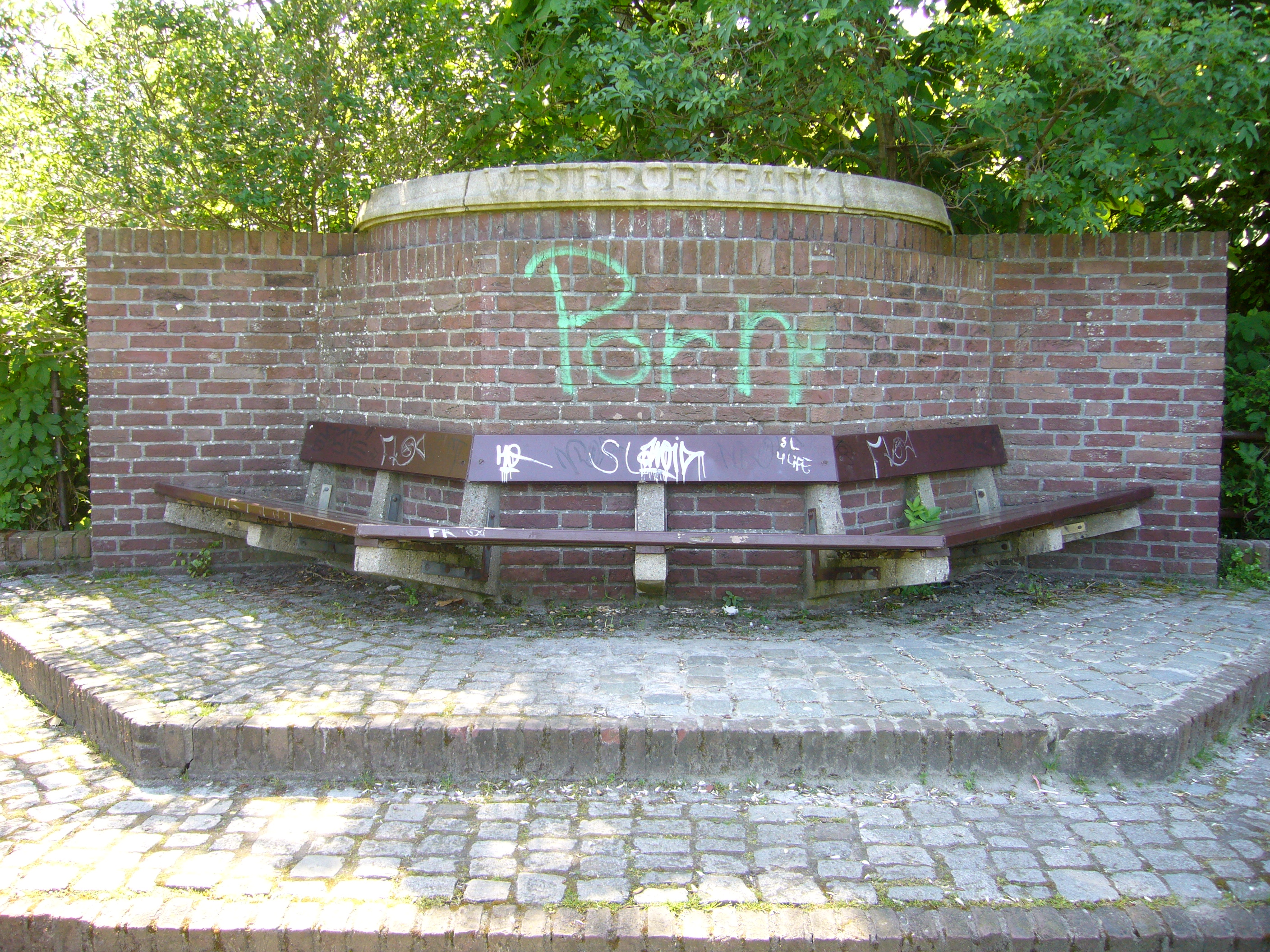
Westbroekbank Dirk Roosenburg
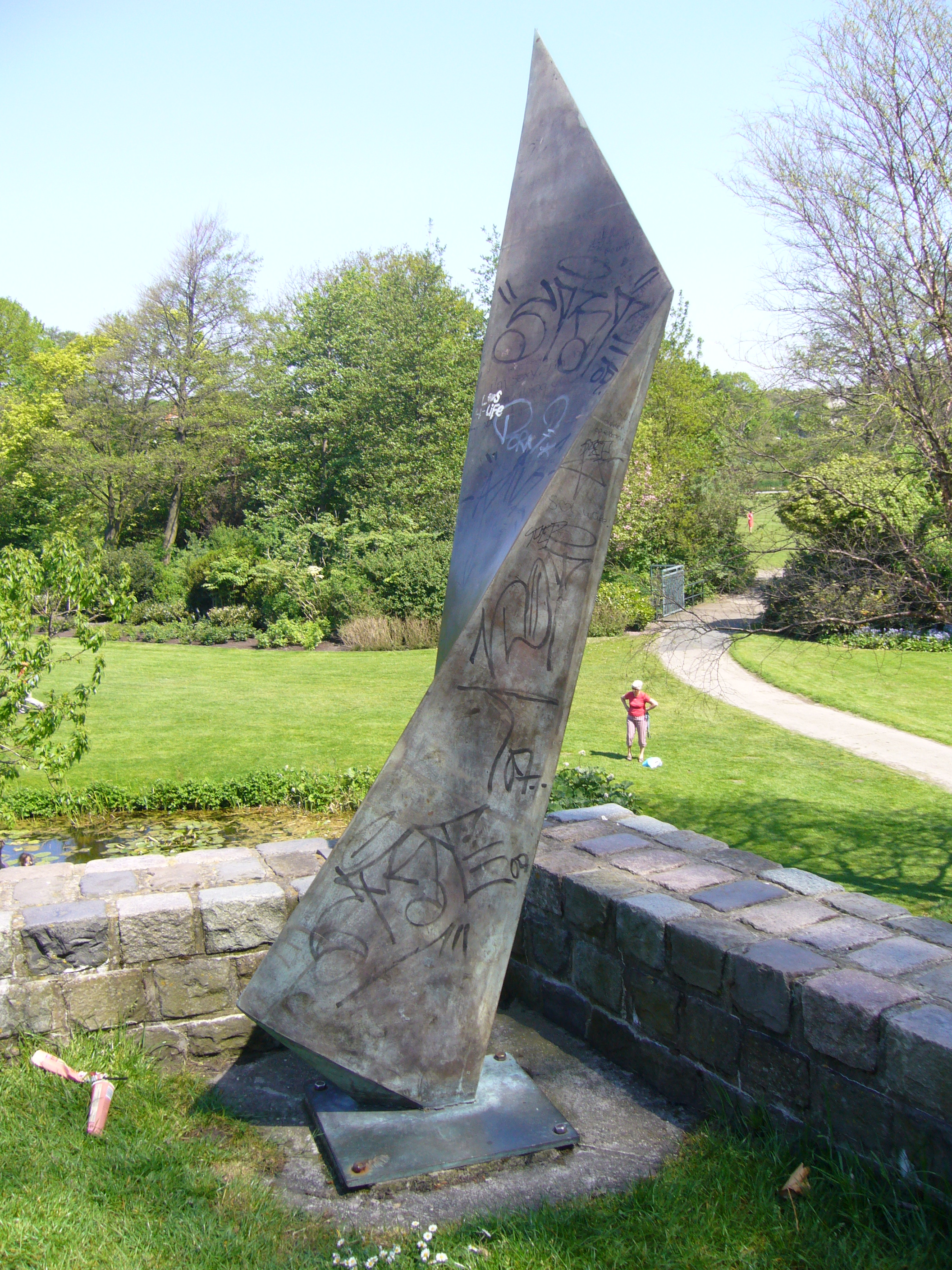
Object Toon Kelder
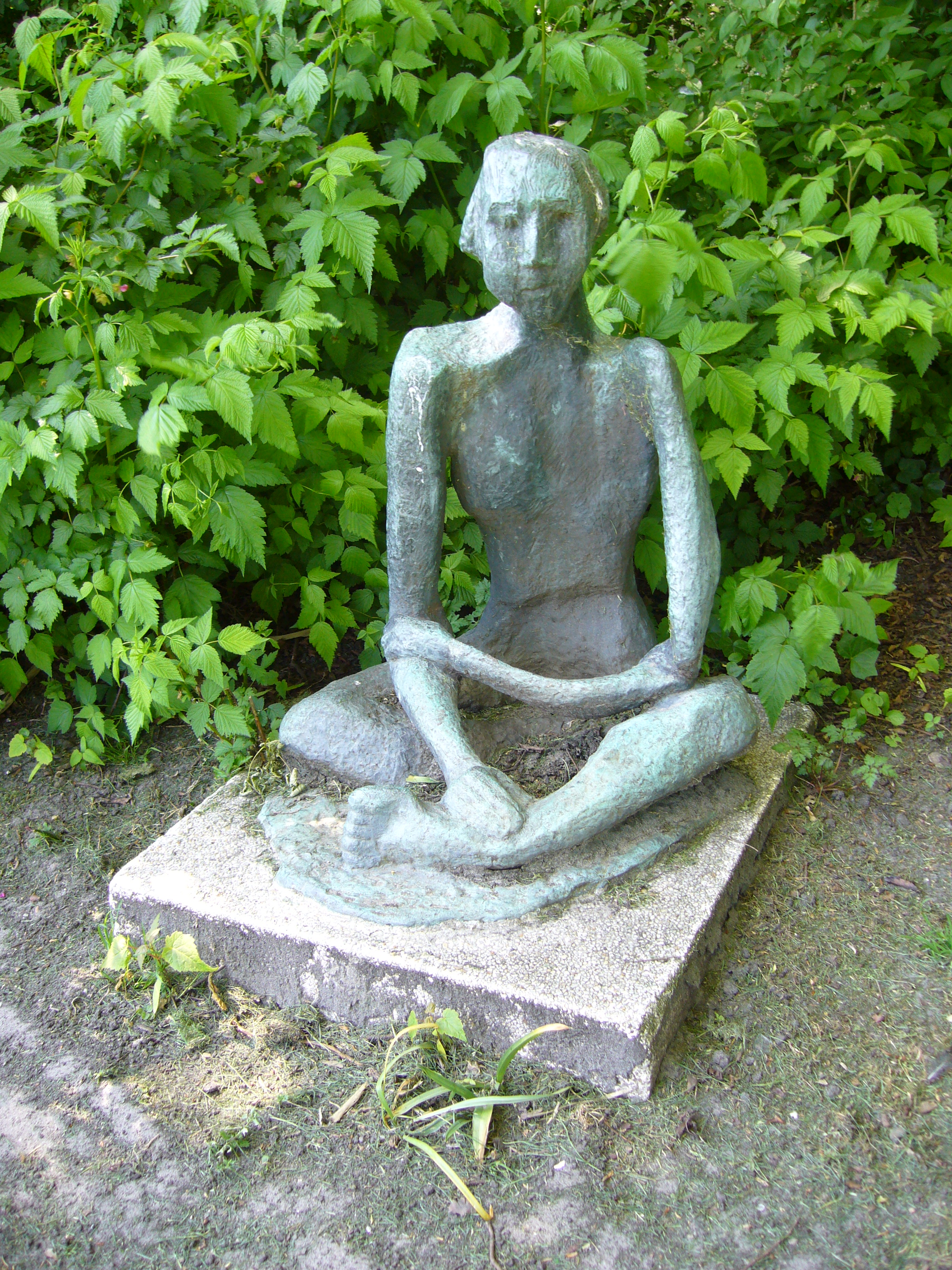
Job Pearl Perlmuter
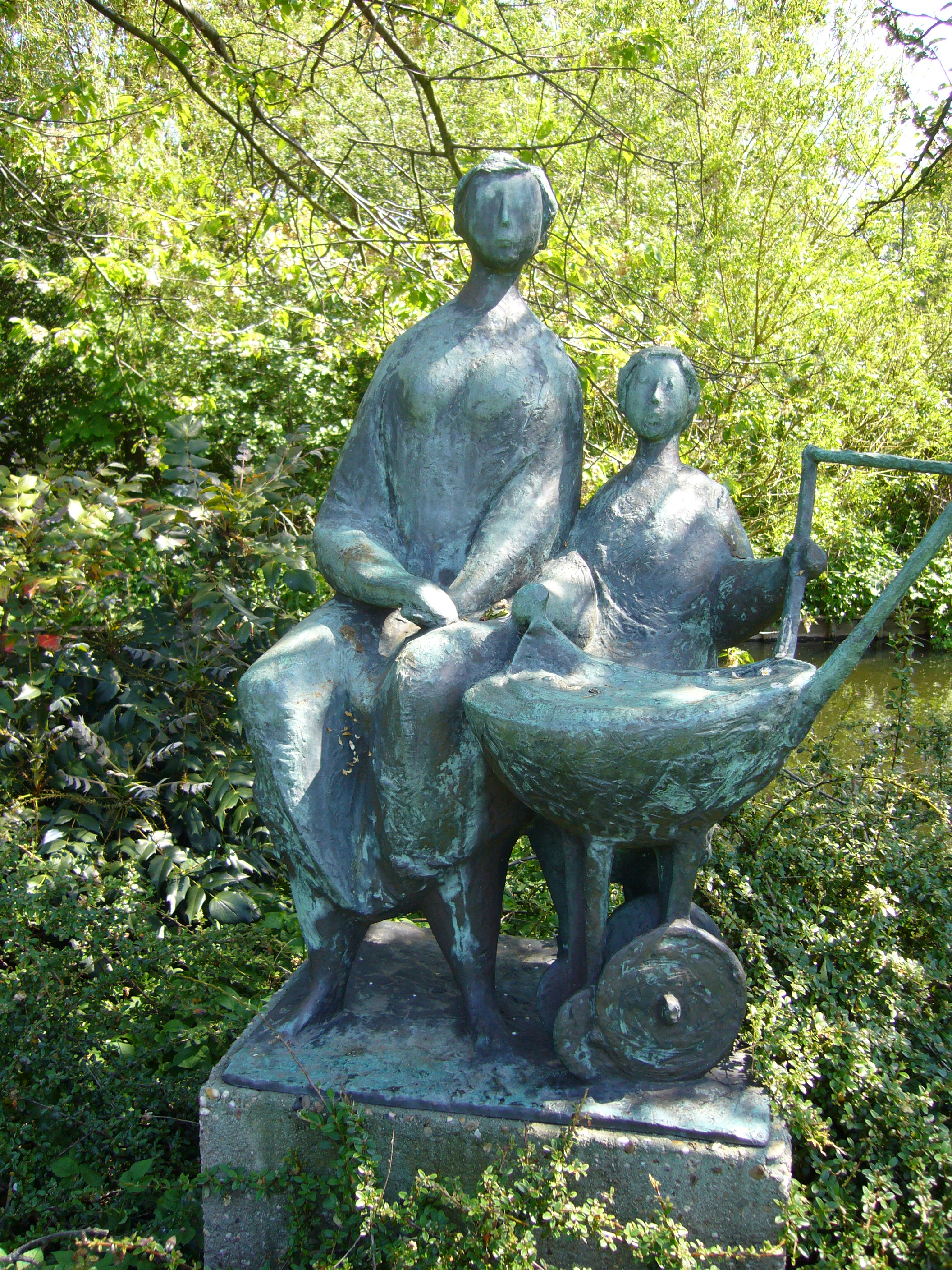
Moeder met kind Bram Roth
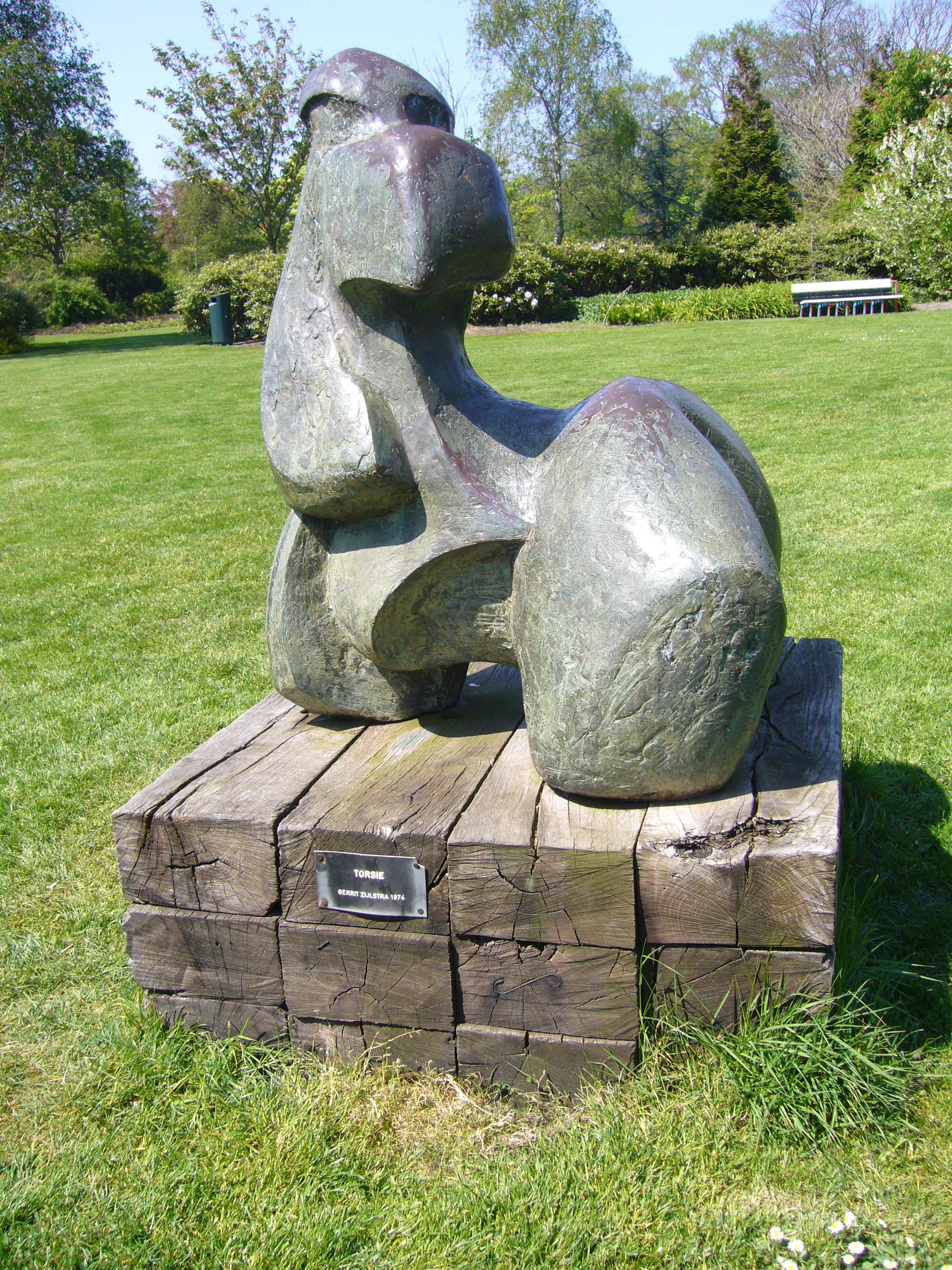
Torso Gerrit Zijlstra
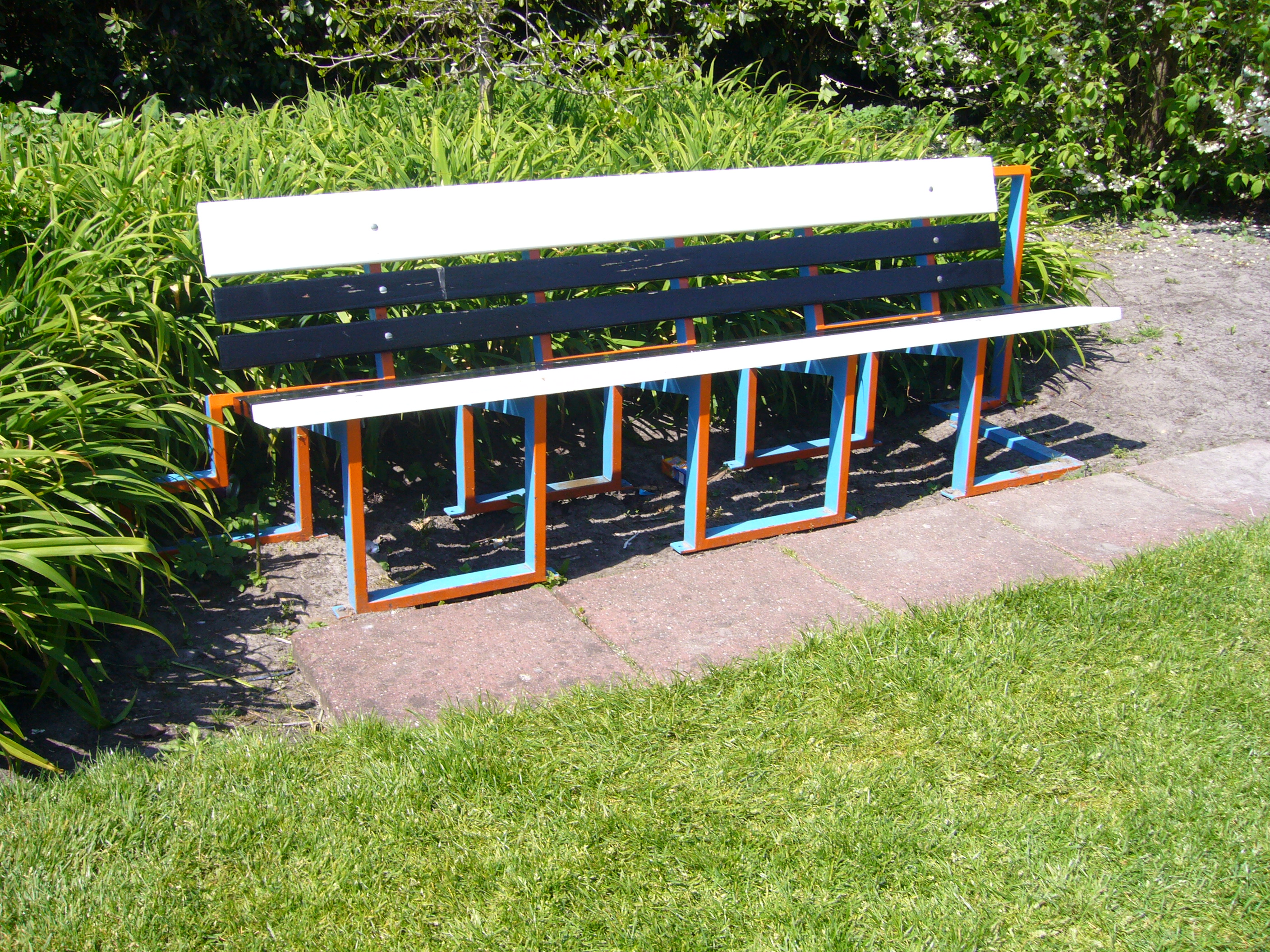
Bank Arjen Toet
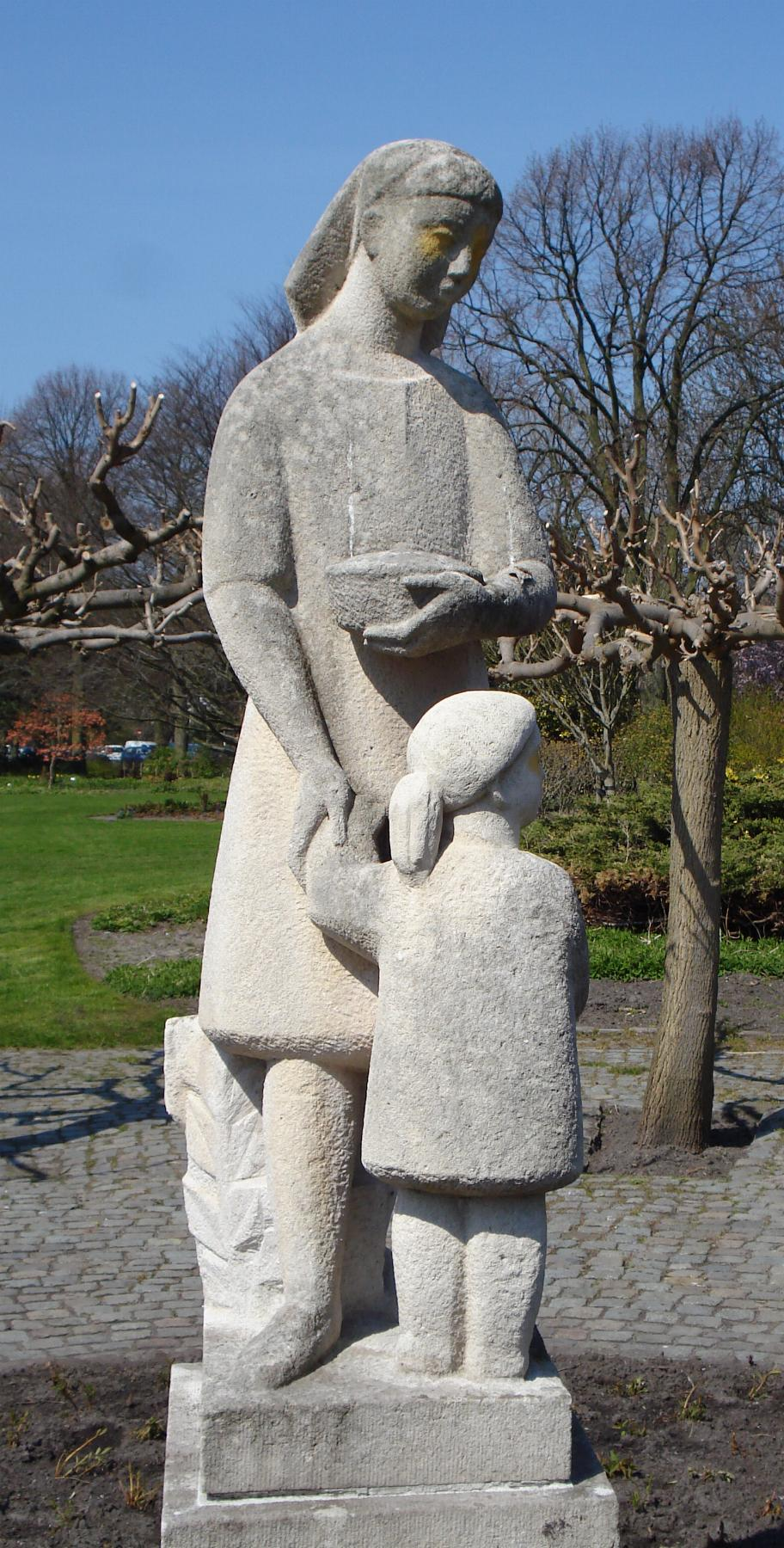
Kinderverzorgster Dirk Bus
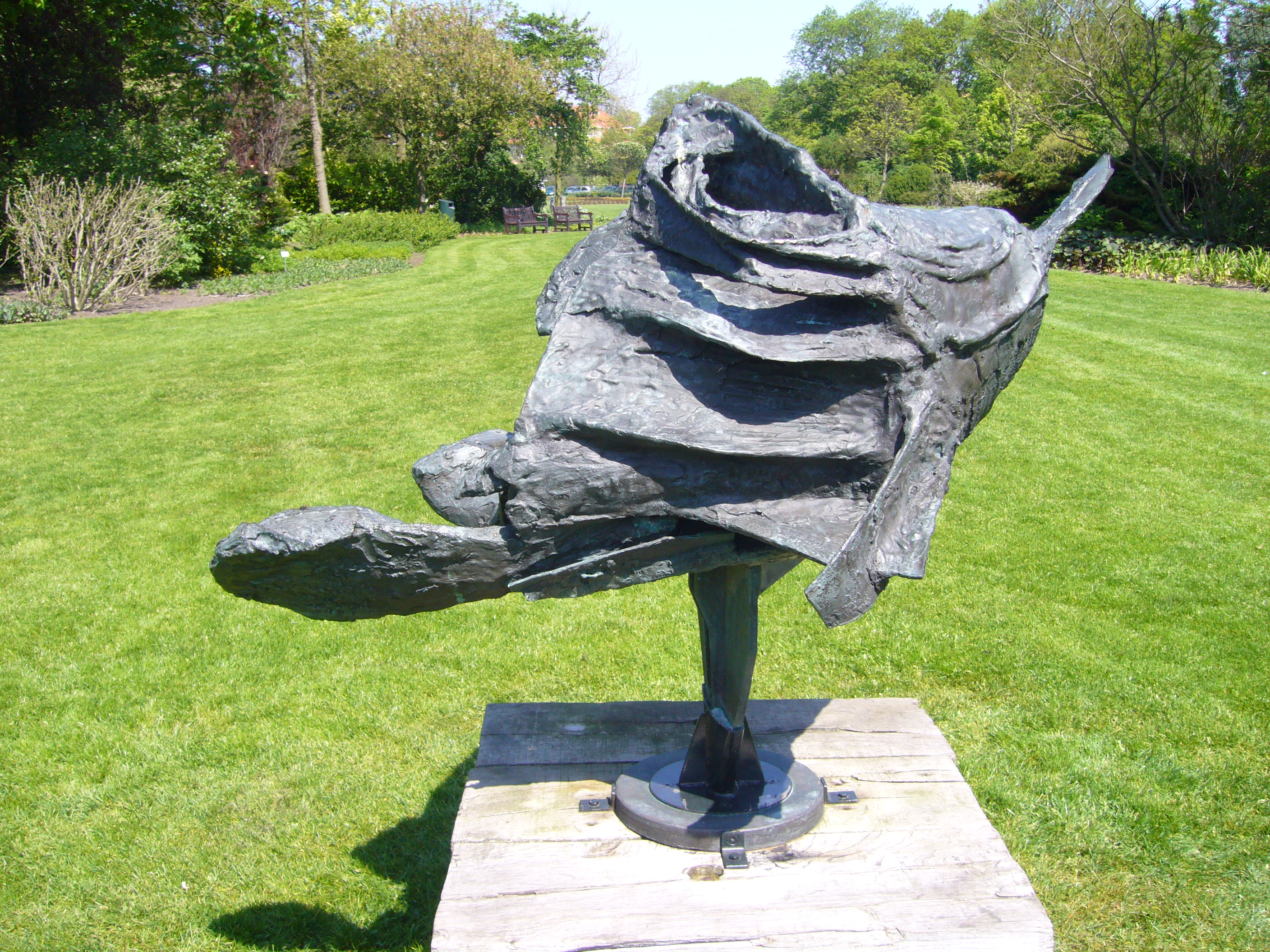
Omarming Wessel Couzijn

## Vandalisme

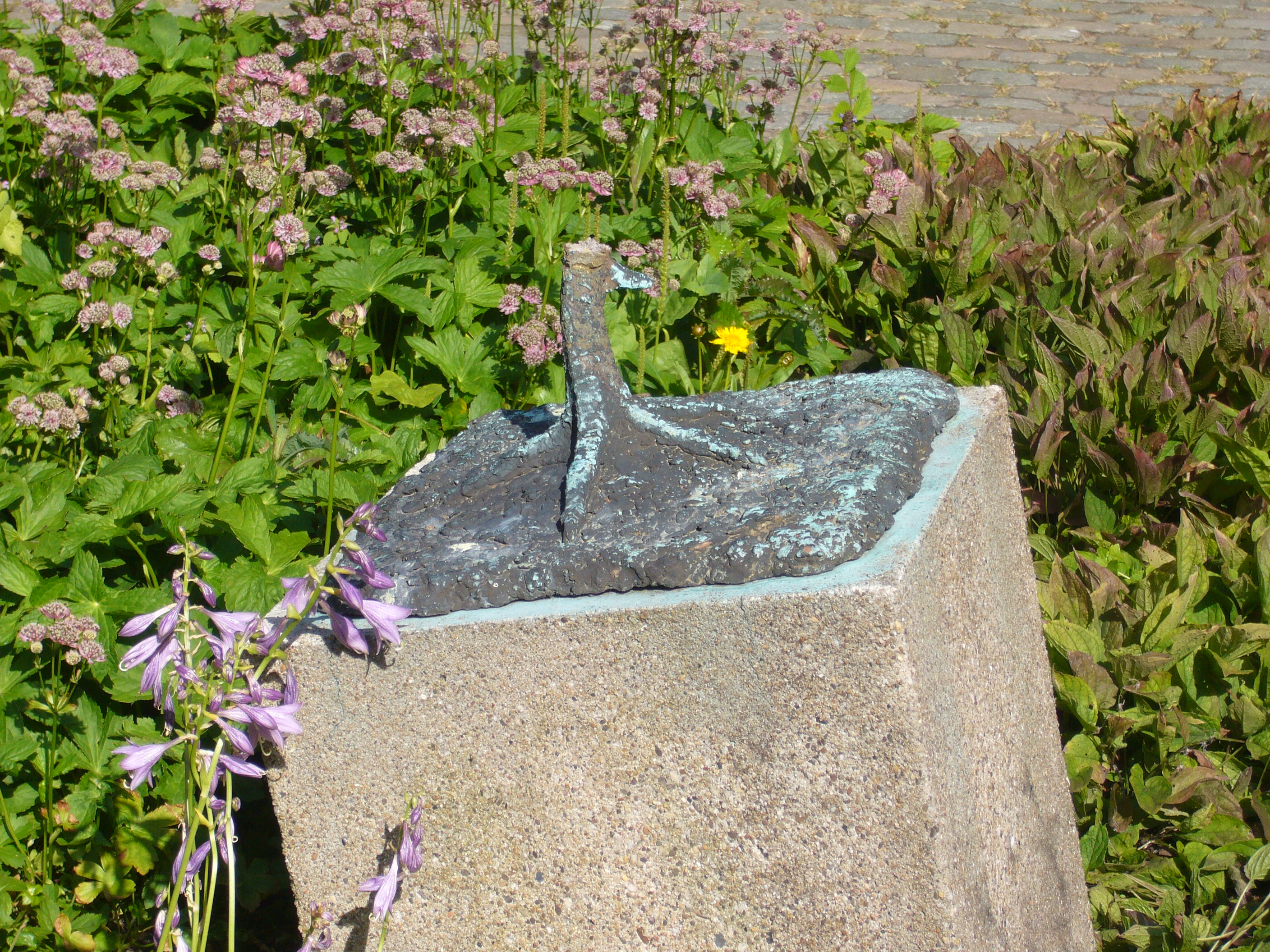
Krabbende haan (restant)

- Het bronzen beeld 'De Krabbende Haan' van Jos van Riemsdijk is in juni 2008 gestolen, wat nog resteert is één poot. Op 2 oktober 2009 heeft de gemeente het restant van de haan verwijderd en vervangen door een beeld van Dirk Bus: 'Gezins- en kinderverzorgster' (1957).
- Zowel de Westbroekbank van Dirk Roosenburg als Het Object van Toon Kelder, dat op het terrasje van de bank staat, zitten vol graffiti. Er is ook een poging ondernomen Het Object te stelen. Het werd onder aan de heuvel teruggevonden en is door de gemeente stevig teruggeplaatst.

## Bereikbaarheid
In 1864 ging de eerste paardentram in de Benelux rijden op 2 lijnen tussen Den Haag en Scheveningen. De 2e lijn liep al langs dit gebied, en werd in 1904 de elektrische lijn 9. En dat is nog steeds zo. Aan de zeekant, op de Nieuwe Duinweg, reed tot 1965 tramlijn 14. Daarna was het het decennia buslijn 14, en nu 21.

## Trivia
Elk jaar doet in de maand juli het rondreizende theaterfestival De Parade het park aan.

## Externe links

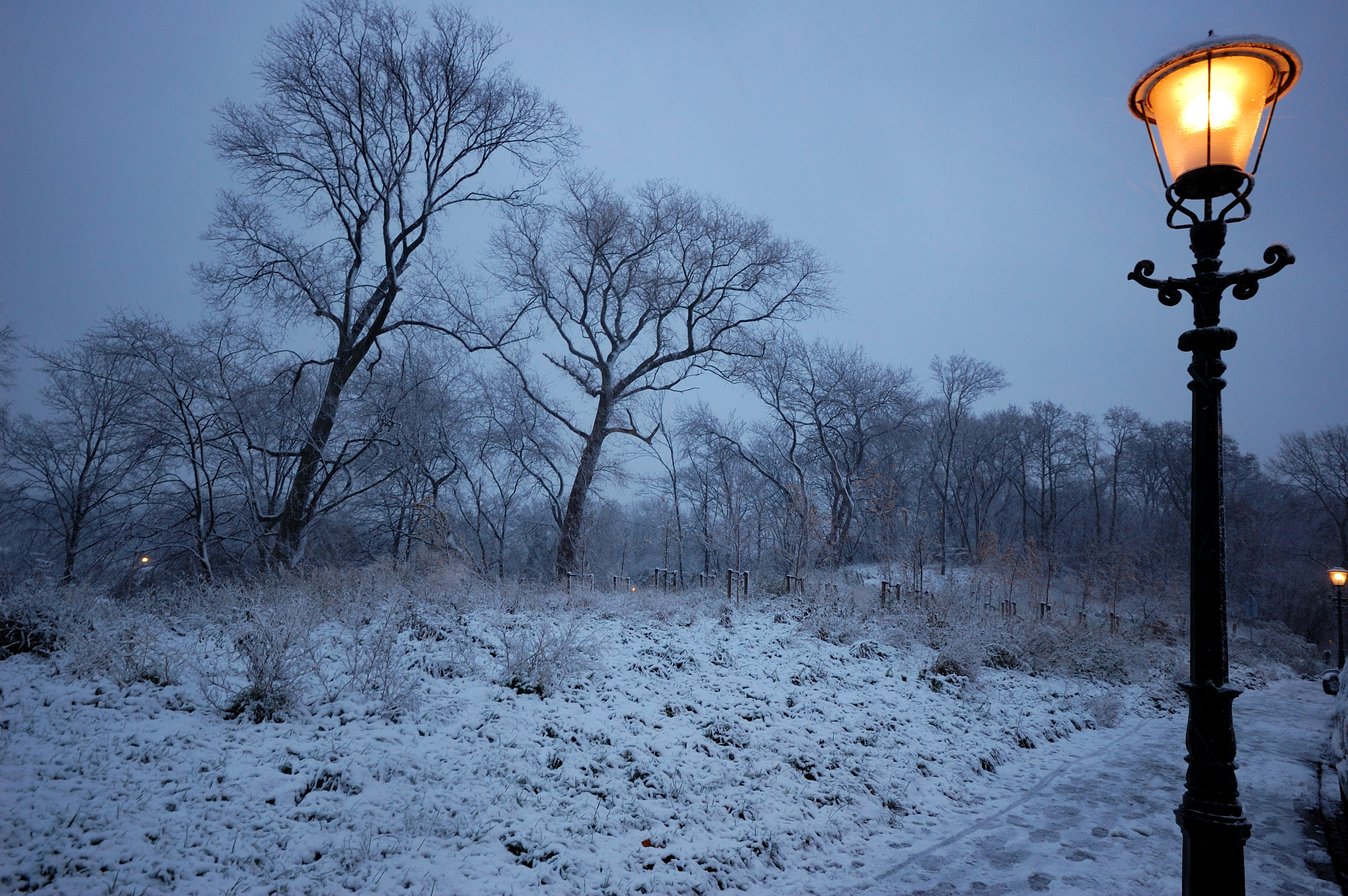